# 미첼 모르가넬라
미첼 모르가넬라(Michel Morganella , 1989년 5월 17일 ~ )는 스위스의 축구선수이다. 현재 FC 키아소에서 수비수로 활약하고 있다.

## 선수 경력
2006년 스위스 슈퍼리그의 FC 바젤에서 프로 무대에 데뷔하였으며, 풀백 및 미드필더로 활약하며 잠재력을 보이며 2008년 소속팀과 2011년까지 3년 계약을 체결하였다. 하지만 2009년 4년 계약으로 이탈리아 세리에 A의 US 팔레르모로 이적을 확정지었으며, 스위스 출신으로서는 최초로 US 팔레르모로 이적한 선수가 되었다. 하지만 첫 시즌에는 주전 자리 확보에 실패하며 세리에 B의 노바라 칼초로 임대 이적하였으며, 2011년 US 팔레르모는 사미르 우이카니와 함께 모르가넬라를 노바라 칼초와 함께 공동 소유하기로 발표하였다. 이후 2011-12 시즌 모르가넬라는 주전으로 활약하며 팀의 세리에 A 승격을 도왔으며, 2012년 US 팔레르모가 다시 모르가넬라의 소유권을 사들여 US 팔레르모로 복귀했다.
또한, 2012년 5월 30일, 루마니아와의 친선 경기에서 레토 지클러와 교체 투입되어 스위스 U-23 국가대표팀에 데뷔하였으며, 피를루이지 타미에 의해 2012년 하계 올림픽 멤버로 뽑혀 대회에 참가하였다. 이후 2013년 2월 7일 그리스와의 친선경기에서 국가대표팀에 데뷔하였다.

## 기타
2012년 7월 29일 코번트리 시티 경기장에서 벌어진 2012년 하계 올림픽 축구 B조 예선 2차전인 대한민국과의 경기에 출전했으며, 박주영과 몸싸움 도중 헐리우드 액션을 선보인 것으로 인해 대한민국 축구팬들로부터 페이스북 테러를 당하게 되었다.
이후 모르가넬라는 자신의 트위터를 통해 한국인에 대한 인종차별적인 글을 남겼고, 결국 스위스 올림픽 국가대표팀에서 퇴출되었다. 그 뒤 모르가넬라는 사과하고 트위터 발언을 삭제하였지만, 제명 결정은 바뀌지 않았고 오히려 제프 블라터 FIFA 회장이 추가 징계를 검토하겠다고 밝혔다.